# Cyphoma rhomba
Cyphoma rhomba är en snäckart som beskrevs av Ten Cate 1978. Cyphoma rhomba ingår i släktet Cyphoma och familjen Ovulidae. Inga underarter finns listade i Catalogue of Life.